# Waterpompstation Craubeek

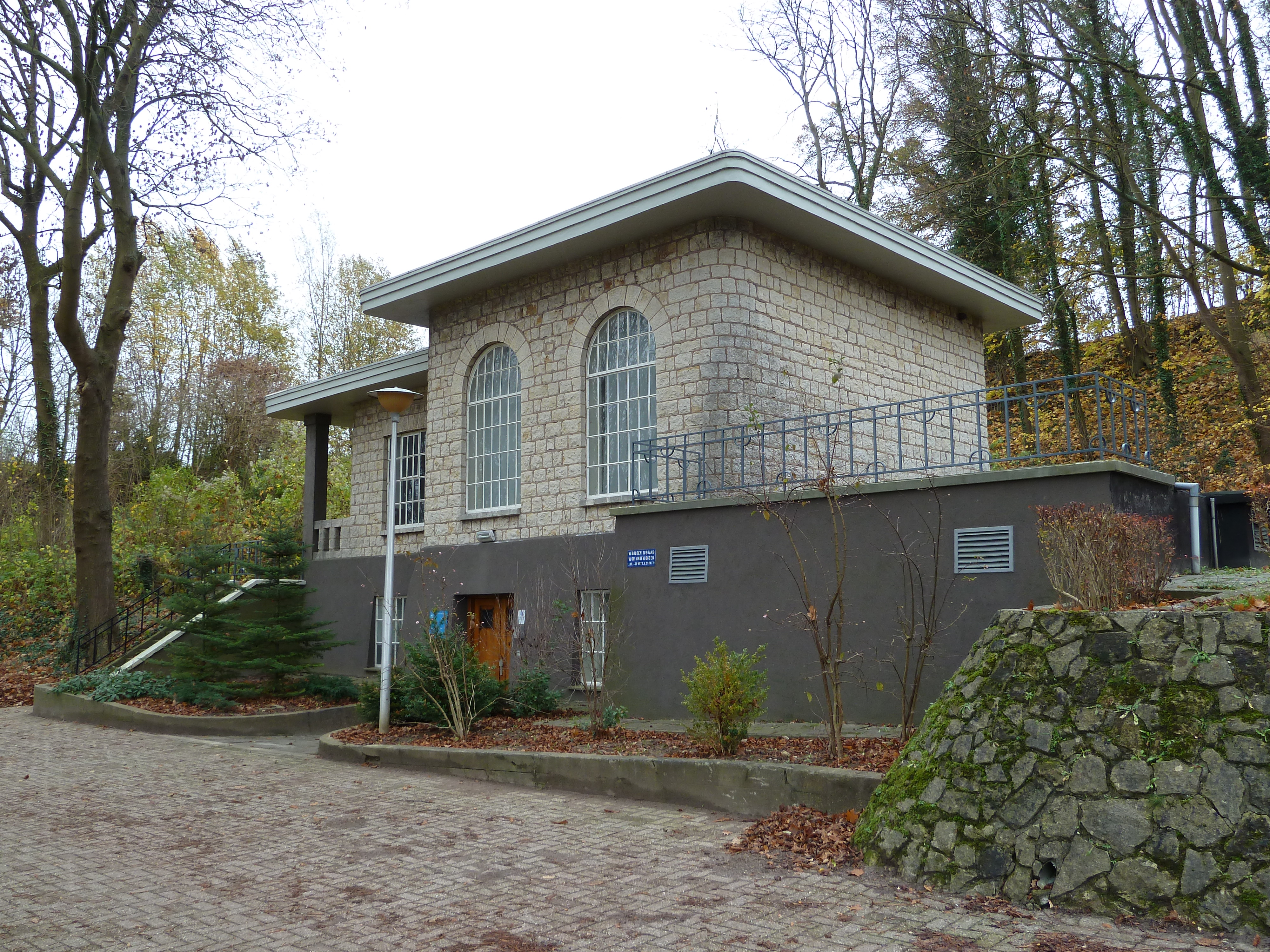
het waterstation

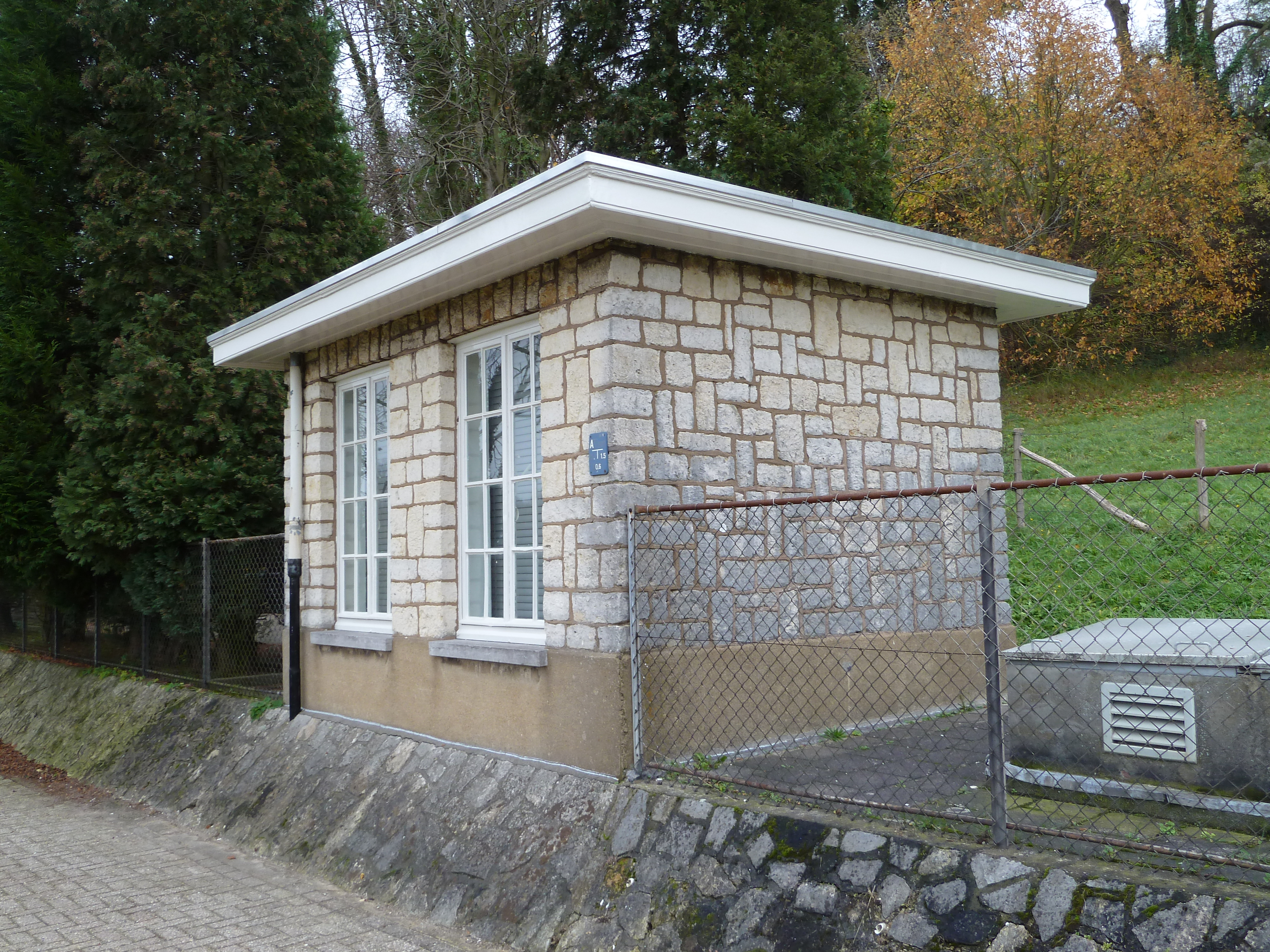
een van de pompgebouwen

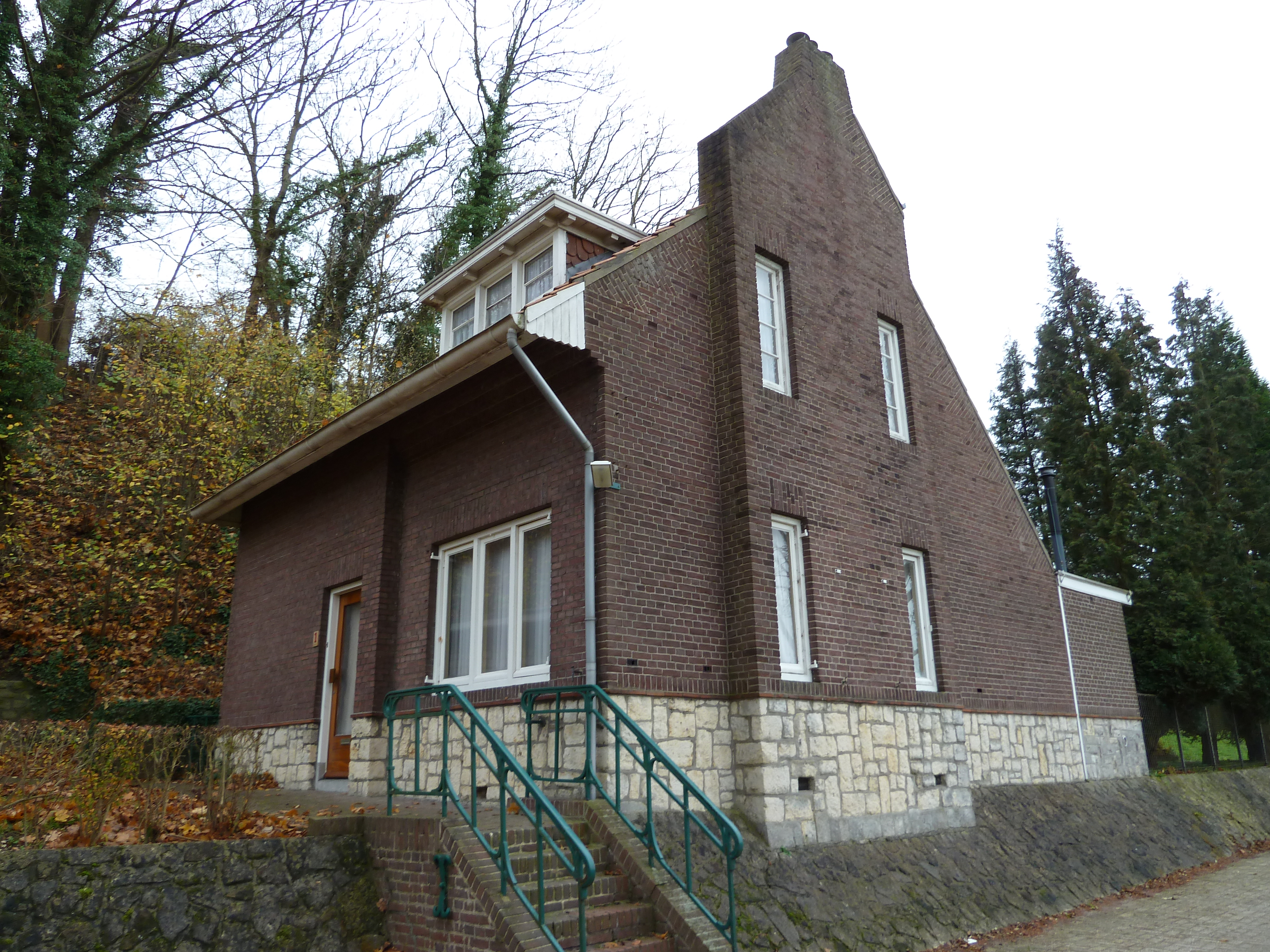
de dienstwoning

Het waterpompstation Craubeek is een waterpompstation voor drinkwater in Nederlands Zuid-Limburg in de gemeente Voerendaal. Het pompstation ligt ten oosten van Craubeek aan de straat en buurtschap Terveurt vlak bij de Heuvellandlijn en de Groeve Sevensprong. Het pompstation pompt grondwater op in het waterwingebied De Sevensprongh en is eigendom van Waterleiding Maatschappij Limburg. Direct ten westen van het pompstation stroomt de Hoensbeek.
De gebouwen van het complex zijn geclassificeerd als rijksmonument.

## Geschiedenis
In 1919 liet het Gemeentelijk Waterleidingbedrijf Heerlen bij Craubeek een pompstation aanleggen om de inwoners van Heerlen van drinkwater te voorzien.
In 1921 waren er vijf putten waar er water werd opgepompt en dat werden er later zeven. Ze naam Zevensprong verwijst naar de zeven putten. De hoeveelheid beschikbaar water in het waterwingebied was dermate groot dat naast Heerlen ook de inwoners van de toenmalige gemeenten Hoensbroek, Kerkrade en Voerendaal.
In 1922 werd er ter plaatse een waterstation gebouwd met daarbij drie pompgebouwen, alle opgetrokken naar het ontwerp van de afdeling Openbare Werken Gemeente Heerlen.
In 1929 werd er bij de vier gebouwen een dienstwoning opgetrokken die bestemd was voor de machinist.
In 1984 kocht de gemeente Heerlen de percelen rond de bronnen om zo het grondwater te beschermen tegen vervuiling.
In maart 1997 werden de gebouwen ingeschreven in het rijksmonumentenregister.
In januari 2001 werd er een wateronthardingsinstallatie in gebruik genomen om de hardheid van het hier opgepompte water omlaag te brengen.

## Complex
Het complex is opgetrokken op een langwerpig perceel en bestaat uit vijf gebouwen: een waterstation, drie pompgebouwen en een voormalige dienstwoning. Het waterstation bevindt zich op het perceel in het noordoosten en daar direct achter bevindt zich een van de pompgebouwen. Naar het zuidwesten toe volgen achtereenvolgens een tweede pompstation, de dienstwoning en het derde pompstation. De gebouwen zijn in traditionele bouwstijl opgetrokken.
Het waterstation is opgetrokken in twee bouwlagen. De betonnen souterrain is van cementering voorzien, met daarboven de bouwlaag opgetrokken in Kunradersteen en gedekt door een plat dak. Het gebouw is opgetrokken op een L-vormig plattegrond en is in de frontgevel voorzien van twee rondboogvormige stalen vensters.
De drie pompgebouwen bestaan uit een bouwlaag. De muren zijn opgetrokken in Kunradersteen met een plint van beton en een plat dak met brede overstek. De pompgebouwen zijn opgetrokken op een rechthoekig plattegrond.
De dienstwoning is heeft twee bouwlagen en is opgetrokken in baksteen met een plint van Kunradersteen. Het huis wordt gedekt door een zadeldak met rode Hollandse pannen.